# Матчи сборной России по футболу 2003
В 2003 году сборная России провела 11 матчей: из них три товарищеских и восемь официальных в рамках отборочного турнира чемпионата Европы.

## Сыгранные встречи
Кубок Кипрской футбольной ассоциации
| 12 февраля 2003 | \| Республика Кипр \| 0:1 (0:1) \| Россия \| \| \| Голы \| Хохлов 44′ \| | Стадион: «Цирион Атлетик Центр», Лимасол Зрителей: 400 Судья: Макис Эфтимиадис |
| Кипр: Панайоту, Коннафис, Иоаким (к), Георгиу, Х. Николау (Спиру, 15'), Теодоту, Оккас (Сациас, 59'), М. Константину, Н. Николау, Томич (Макридис, 75'), Ясуми (Й. Константи, 83). Россия: Чижов (Мандрыкин, 46'), Нижегородов, Соломатин, Смертин (к), Евсиков, Хохлов (Алдонин, 46'), Онопко, Карпин (Гусев, 62'), Сычёв (Кириченко, 46'; Каряка, 75'), Лоськов (А. Березуцкий, 89'), Бесчастных (Кержаков, 46'). Главный тренер: Валерий Газзаев. |                                                                          |                                                                                |
| Республика Кипр | 0:1 (0:1)                                                                | Россия                                                                         |
| | Голы                                                                     | Хохлов 44′                                                                     |

Кубок Кипрской футбольной ассоциации
| 13 февраля 2003 | \| Румыния \| 2:4 (1:3) \| Россия \| \| Тамаш 13′ · Григорие[англ.] 70′ (пен.) \| Голы \| Шоавэ 31′ (авт.) · Каряка 34′ · Аршавин 41′ · Гусев 59′ (пен.) \| | Стадион: «Цирион Атлетик Центр», Лимасол, Кипр Зрителей: 500 Судья: Лоизос Лоизу |
| Румыния: Винтилэ, Данча, Рэдой (к), Тамаш (Оприца, 67'), Йенчи, Шоавэ, Григорие, Гиоане (Рац, 81'), Брату (Огэрару, 67'), Петре (Силвэшан, 46'), В. Мунтяну (Кристя, 46'). Россия: Овчинников (к), Нижегородов, А. Березуцкий, Алдонин, Евсиков, Кусов (Яновский, 72'), Каряка, Гусев, Соломатин, Аршавин (Лоськов, 60'), Кержаков (Кириченко, 46'). Главный тренер: Валерий Газзаев. Предупреждения: Кусов (32'), Петре (39'), А. Березуцкий (81'), Гусев (?). | |                                                                                  |
| Румыния | 2:4 (1:3) | Россия                                                                           |
| Тамаш 13′ · Григорие 70′ (пен.) | Голы | Шоавэ 31′ (авт.) · Каряка 34′ · Аршавин 41′ · Гусев 59′ (пен.)                   |

Отборочная стадия XII чемпионата Европы. Матч группы 10
| 29 марта 2003 | \| Албания \| 3:1 (1:0) \| Россия \| \| Рраклли[англ.] 22′ · Ляля 80′ · Таре 83′ \| Голы \| Каряка 77′ \| | Стадион: «Лоро Боричи», Шкодер Зрителей: 15 000 Судьи: Поль Аллартс, Рамбу Хенниссен, Данни Вандерховен. 14 градусов. |
| Албания: Стракоша №1 (к), Бекири №2, Чипи №3, Алиай №11, К. Дуро №18, Ляля №14, Хаси №6, Скеля №13 (Деде №4, 83'), Мурати №7 (Беллай №8, 67'), Таре №17, Рраклли №10 (Мюртай №9, 71'). Главный тренер: Ханс-Петер Бригель Россия: Овчинников №1, Нижегородов №2, Игнашевич №3, А. Березуцкий №6, Гусев №8 (Бесчастных №17, 55'), Смертин №4 (к) (Яновский №14, 72'), Алдонин №7, Лоськов №10, Точилин №9 (Каряка №16, 46'), Семак №5, Кержаков №11. Главный тренер: Валерий Газзаев. Примечание: К. Дуро не реализовал пенальти (18', вратарь). Предупреждения: А. Березуцкий (16'), Нижегородов (18'). | | |
| Албания | 3:1 (1:0)                                                                                                 | Россия |
| Рраклли 22′ · Ляля 80′ · Таре 83′ | Голы | Каряка 77′ |

Отборочная стадия XII чемпионата Европы. Матч группы 10
| 30 апреля 2003 | \| Грузия \| 1:0 (1:0) \| Россия \| \| Асатиани 12′ \| Голы \| \| | Стадион: «Локомотив», Тбилиси Зрителей: 12 000 Судья: Франц Ксавьер Вак |
| Грузия: Ломая, Хизанишвили, Хизанейшвили, Каладзе, Квирквелия, Цкитишвили, Немсадзе (к), Бурдули (Шашиашвили, 80'), Асатиани (Дидава, 75'), Деметрадзе, Ашветия (Алексидзе, 84'). Россия: Мандрыкин, Нижегородов, Игнашевич (Евсиков, 14'), Смертин, Семак, Алдонин (Сычёв, 79'), Онопко, Аленичев, Титов (к), Измайлов (Кержаков, 46'), Каряка. Главный тренер: Валерий Газзаев. Предупреждения: Нижегородов (60'), Немсадзе (71'), Ашветия (82'). |                                                                   |                                                                         |
| Грузия | 1:0 (1:0)                                                         | Россия                                                                  |
| Асатиани 12′ | Голы                                                              |                                                                         |

Отборочная стадия XII чемпионата Европы. Матч группы 10
| 7 июня 2003 | \| Швейцария \| 2:2 (2:1) \| Россия \| \| Фрай 13′, 16′ \| Голы \| Игнашевич 24′, 68′ (пен.) \| | Стадион: «Санкт-Якоб-Парк», Базель Зрителей: 30 500 Судья: Артуро Дауден Ибаньес |
| Швейцария: Штиль (к), Хаас, Маньен (Бернер, 62'), Мюллер (Аншо, 82'), М. Якин, Х. Якин, Челестини, Кабаньяс, Викки (Фогель, 69'), Шапюиза, Фрай. Россия: Овчинников, В. Березуцкий, Ковтун, Смертин (к), Семак (Евсиков, 82'), Игнашевич, Яновский, Гусев, Алдонин, Ден. Попов (Сычёв, 46'), Каряка (П. Быстров, 52'). Главный тренер: Валерий Газзаев. Предупреждения: Яновский (26'), Мюллер (58'), Викки (66'), М. Якин (67'), Фрай (76'), П. Быстров (83'). |                                                                                                 |                                                                                  |
| Швейцария | 2:2 (2:1)                                                                                       | Россия                                                                           |
| Фрай 13′, 16′ | Голы                                                                                            | Игнашевич 24′, 68′ (пен.)                                                        |

Товарищеский матч
| 20 августа 2003 | \| Россия \| 1:2 (0:0) \| Израиль \| \| Семак 85′ \| Голы \| Нимни[англ.] 53′ · Балили[англ.] 81′ \| | Стадион: «Локомотив», Москва Зрителей: 6 025 Судья: Игорь Ищенко |
| Россия: Овчинников, В. Березуцкий (Сенников, 46'), А. Березуцкий (Ковтун, 46'), Алдонин, Васильев (Гусев, 20'), Игнашевич, П. Быстров, Сычёв (Роман Павлюченко, 46'), Каряка, Лоськов (к) (Хохлов, 46'), Кержаков (Семак, 46'). Главный тренер: Валерий Газзаев. Израиль: Элимелех, Харази, Бен Хаим, Бенадо, Бадир (Таль, 64), Кейси, Узан (Гершон, 65), Ревиво (к) (Царфати, 70'), Нимни (Зандберг, 72'), Абуксис (Альберман, 64'), Бенаюн (Балили, 69'). Предупреждения: Нимни (26'), Лоськов (38'), Абуксис (62'), Царфати (79'), Бен Хаим (90'). | |                                                                  |
| Россия | 1:2 (0:0)                                                                                            | Израиль                                                          |
| Семак 85′ | Голы                                                                                                 | Нимни 53′ · Балили 81′                                           |

Отборочная стадия XII чемпионата Европы. Матч группы 10
| 6 сентября 2003 | \| Ирландия \| 1:1 (1:1) \| Россия \| \| Дафф 35′ \| Голы \| Игнашевич 42′ \| | Стадион: «Лэнсдаун Роуд», Дублин Зрителей: 36 000 Судья: Любош Михель |
| Ирландия: Гивен, Карр, О'Шей (Харт, 28'), Каннингем (к), Брин, Холланд, Карсли (С. Рид, 46'), Хили, Дафф, Моррисон (Дохерти, 73'), Килбэн. Россия: Овчинников, Сенников, Евсеев, Смертин, Аленичев (Алдонин, 38'), Игнашевич, Онопко (к), Гусев, Булыкин, Мостовой, Есипов (Кержаков, 37'). Главный тренер: Георгий Ярцев. Предупреждения: Гусев (23'), Игнашевич (64'), Каннингем (67'), Евсеев (71'), Мостовой (80'), Килбэн (81'). |                                                                               |                                                                       |
| Ирландия | 1:1 (1:1)                                                                     | Россия                                                                |
| Дафф 35′ | Голы                                                                          | Игнашевич 42′                                                         |

Отборочная стадия XII чемпионата Европы. Матч группы 10
| 10 сентября 2003 | \| Россия \| 4:1 (2:1) \| Швейцария \| \| Булыкин 22′, 35′, 60′ · Мостовой 72′ \| Голы \| Каряка 15′ (авт.) \| | Стадион: «Локомотив», Москва Зрителей: 30 000 Судья: Пьерлуиджи Коллина |
| Россия: Овчинников, Радимов, Соломатин (Сенников, 46'), Смертин, Каряка, Игнашевич, Онопко (к), Гусев (Измайлов, 56'), Булыкин, Мостовой, Кержаков (Сычёв, 81'). Главный тренер: Георгий Ярцев. Швейцария: Цубербюлер, Майер, Бернер (Викки, 71'), Аншо (к), М. Якин, Фогель, Кабаньяс, Мюллер (Хуггель, 64'), Фрай (Рама, 84'), Челестини, Шапюиза. Предупреждения: Соломатин (44'), Аншо (47'), Фогель (81'), Радимов (89'). Удаление: Кабаньяс (89'). | |                                                                         |
| Россия | 4:1 (2:1) | Швейцария                                                               |
| Булыкин 22′, 35′, 60′ · Мостовой 72′ | Голы | Каряка 15′ (авт.)                                                       |

Отборочная стадия XII чемпионата Европы. Матч группы 10
| 11 октября 2003 № 524 | \| Россия \| 3:1 (2:1) \| Грузия \| \| Булыкин 29′ · Титов 45′ · Сычёв 73′ \| Голы \| Иашвили 3′ \| | Стадион: «Локомотив», Москва Зрителей: 30 000 Судья: Конрад Плауц |
| Россия: Овчинников, Онопко (к), Игнашевич, Сенников, Евсеев, Мостовой, Титов, Гусев (Алдонин, 63'), Каряка (Измайлов, 46'), Булыкин, Кержаков (Сычёв, 56'). Главный тренер: Георгий Ярцев. Грузия: Ломая, Хизанейшвили, Квирквелия, Кемоклидзе, Цкитишвили (Асатиани, 54'), Немсадзе (к), Кобиашвили, Джамараули (Бурдули, 46'), Иашвили, Бурдули, Ашветия (Дараселия, 58'). Предупреждения: Бурдули (1'), Кемоклидзе (31'), Сычёв (71'), Немсадзе (80'). | |                                                                   |
| Россия | 3:1 (2:1)                                                                                           | Грузия                                                            |
| Булыкин 29′ · Титов 45′ · Сычёв 73′ | Голы                                                                                                | Иашвили 3′                                                        |

Отборочная стадия XII чемпионата Европы. Первый стыковой матч
| 15 ноября 2003 № 525 | \| Россия \| 0:0 \| Уэльс \| | Стадион: «Локомотив», Москва Зрителей: 30 000 0 градусов. Судьи: Лусилиу Батишта, Паулу Жорже Жануарио Лейте Рибейру, Жозе Мануэль да Сильва Кардинал. |
| Россия: Овчинников, Евсеев, Сенников, Смертин (Гусев, 59'), Аленичев, Игнашевич, Онопко (к), Лоськов, Булыкин, Мостовой, Сычёв (Измайлов, 46'). Главный тренер: Георгий Ярцев. Уэльс: Джонс, Делейни, Гэббидон, Барнард, Мелвилл, Джонсон, Кумас, Сэвидж, Спид (к), Гиггз, Хартсон (Блейк, 82'). Главный тренер: Марк Хьюз. Предупреждения: Делейни (41'), Овчинников (45'), Кумас (64'), Мостовой (69'), Сэвидж (69'), Спид (69'). |                              | |
| Россия | 0:0                          | Уэльс |

Отборочная стадия XII чемпионата Европы. Ответный стыковой матч
| 19 ноября 2003 № 526 | \| Уэльс \| 0:1 (0:1) \| Россия \| \| \| Голы \| Евсеев 22′ \| | Стадион: «Милленниум», Кардифф Зрителей: 73 016 12 градусов. Судьи: Мануэль Энрике Мехуто Гонсалес, Рафаэль Герреро Алонсо, Оскар Давид Мартинес Саманьехо. |
| Уэльс: Джонс, Дилейни, Барнард, Мелвилл, Гэббидон, Джонсон (Эрншоу, 58'), Сэведж, Кумас (Блейк, 74'), Хартсон, Спид (к), Гиггз. Главный тренер: Марк Хьюз Россия: Малафеев, Евсеев, Сенников, Смертин, Аленичев, Игнашевич, Онопко (к), Гусев, Титов (Радимов, 59'), Булыкин, Измайлов. Главный тренер: Георгий Ярцев. Предупреждения: Сэведж (57'), Аленичев (60'), Барнард (65'), Булыкин (74'), Радимов (90'). |                                                                | |
| Уэльс | 0:1 (0:1)                                                      | Россия |
| | Голы                                                           | Евсеев 22′ |

## Авторы забитых мячей
4 мяча
- Дмитрий Булыкин

3 мяча
- Сергей Игнашевич

2 мяча
- Андрей Каряка

1 мяч
- Дмитрий Хохлов
- Андрей Аршавин
- Ролан Гусев
- Сергей Семак
- Александр Мостовой
- Егор Титов
- Дмитрий Сычёв
- Вадим Евсеев

## Автоголы
1 мяч
- Флорин Шоавэ

## Авторы пропущенных мячей
2 мяча
- Александр Фрай

1 мяч
- Альтин Ляля
- Алтин Рраккли
- Игли Таре
- Малхаз Асатиани
- Александр Иашвили
- Ави Нимни
- Пини Балили
- Дэмьен Дафф
- Штефан Григорие
- Габриэль Тамаш

## Автоголы
1 мяч
- Андрей Каряка

## Неофициальные игры сборной
Кубок «Ростелекома»
| 30 июня 2003 | \| Россия \| 5:2 (2:0) \| Легионеры РФПЛ \| \| Кержаков 19′ · Булыкин 42′, 51′ · Павлюченко 70′ · Бут 75′ (авт.) \| Голы \| Рехвиашвили 78′ · Пошкус 85′ \| | Стадион: «Локомотив», Москва Зрителей: 7451 Судья: Грэм Пол |
| Россия: Овчинников (Мандрыкин, 46'), Нижегородов, Ковтун (к), Сенников, Евсиков (Семак, 61'), Соломатин (Березуцкий, 68'), Измайлов, Гусев, Алдонин (Булыкин, 38), Павлюченко, Кержаков (Кириченко, 46'). Тренер: Валерий Газзаев. Легионеры РФПЛ: Березовский (к) (Парейко, 46'), Менди, Бут, Батак (Кисси, 46), Крушчич, Короман (Ндьяга, 46'), Рахимич (Тчуйсе, 67'), Ярошик (Рехвиашвили, 46), Соуза, Каньенда (Алберто, 46), Пошкус. Тренеры: Александр Тарханов (Россия) и Виктор Прокопенко (Украина). Предупреждения: нет. Примечание: Матч состоялся в рамках программы УЕФА «Футбол против расизма». | |                                                             |
| Россия | 5:2 (2:0) | Легионеры РФПЛ                                              |
| Кержаков 19′ · Булыкин 42′, 51′ · Павлюченко 70′ · Бут 75′ (авт.) | Голы | Рехвиашвили 78′ · Пошкус 85′                                |

## Форс-мажорные обстоятельства
- Матч 12 февраля из-за сильного ливня не только был отложен на 15 минут[3], но и не был показан по центральному телевидению (показ осуществлял в урезанном формате канал 7ТВ)[4].
- 30 апреля сборная России планировала сыграть товарищеский матч с Норвегией, но в этот день пришлось переигрывать матч с Грузией, который осенью 2002 года не состоялся[5].
- В августе 2003 года был запланирован розыгрыш Кубка LG, в котором сборная России должна была сыграть против Камеруна, однако турнир был отменён[6]. После отмены кубка обсуждалось проведение товарищеского матча 20 августа в Минске против Беларуси[7].
- Матч 7 июня 2003 года против Швейцарии в связи с серьёзными проблемами со связью комментировал на ОРТ сначала Иван Швец, а уже затем Константин Выборнов[8].